# Krajné
Krajné (em húngaro: Karaj) é um município da Eslováquia, situado no distrito de Myjava, na região de Trenčín. Tem 28,47 km² de área e sua população em 2018 foi estimada em 1.507 habitantes.

## Demografia
| Ano:        | 1994 | 2004   | 2014   | 2024   |
| ----------- | ---- | ------ | ------ | ------ |
| Broj ljudi: | 1811 | 1664   | 1556   | 1405   |
| Razlika:    |      | -8,11% | -6,49% | -9,70% |

| Ano:               | 2023 | 2024   |
| ------------------ | ---- | ------ |
| Número de pessoas: | 1422 | 1405   |
| Diferença:         |      | -1,19% |